# Johannes Chrysostomus
De heilige Johannes Chrysostomus (Grieks: Ιωάννης ο Χρυσόστομος; Nederlands (verouderd): Sint-Jan Guldenmond) (Antiochië, ca. 345 – Comana, in Pontus, 14 september 407) was een beroemd prediker, aartsbisschop van Constantinopel, van 26 februari 398 tot 403. Hij is een van de kerkvaders en werd in 1568 verheven tot kerkleraar.

## Levensloop

### Jeugdjaren en onderwijs
Johannes werd in 349 in Antiochië geboren uit Grieks-Syrische ouders. Verschillende geleerden verschillen van mening of zijn moeder Anthusa een heidense of een christin was. Zijn vader was een hoge militair in het Romeinse leger. Johannes' vader stierf kort na zijn geboorte. Hij werd opgevoed door zijn moeder.
Hij werd of in 368 of 373 gedoopt. Hij aanvaardde de tonsuur als lector (een van de lagere wijdingen binnen de Kerk). Als gevolg van de invloedrijke connecties van zijn moeder in de stad Antiochië begon Johannes zijn opleiding onder begeleiding van de heidense leraar Libanius. Van Libanius, zelf een beroemd redenaar, leerde Johannes de benodigde vaardigheden voor een carrière in de retoriek, evenals een liefde voor de Griekse taal en de literatuur.
Naarmate hij ouder werd raakte hij echter meer betrokken bij het christendom. Hij studeerde theologie bij Diodorus van Tarsus, de oprichter van de  gereconstitueerde school van Antiochië. Volgens de christelijke historicus Sozomenus zou Libanius op zijn sterfbed hebben gezegd dat Johannes zijn opvolger zou zijn geweest "als de christenen hem niet van ons hadden afgenomen”.
Chrysostomus streefde naar een extreem ascetisme en trok zich in 375 terug om als kluizenaar te leven; de volgende twee jaar bracht hij voortdurend staand door, nauwelijks slapend leerde hij de Bijbel uit zijn hoofd. Als een gevolg van deze praktijken kreeg hij blijvend last van zijn maag en nieren. Een slechte gezondheid dwong hem terug te keren naar Antiochië.

### Prediker in Antiochië
In 386 werd hij presbyter (priester) gewijd door  bisschop Flavianus I van Antiochië, die op dat moment niet in communio met Rome stond. In de loop van de volgende twaalf jaar verwierf hij zich met zijn preken een grote populariteit door zijn welsprekendheid, in het bijzonder zijn inzichtelijke uitweidingen van Bijbelpassages en zijn zedenleer. Hieraan dankt hij ook zijn bijnaam Chrysostomus (= Guldenmond; een bijnaam die hij in de 6e eeuw kreeg). De meest waardevolle van zijn werken uit deze periode zijn zijn Homilieën over diverse Bijbelboeken. Hij benadrukte liefdadigheid en maakte zich druk over de geestelijke en materiële behoeften van de armen. Hij sprak zich uit tegen het misbruik van rijkdom en persoonlijke eigendommen:

Wilt u het lichaam van Christus eren? Negeer hem niet als hij naakt is. Bewijs hem in zijde gekleed geen eer in de tempel, om hem daarna weer buiten staand te negeren, waar hij het koud heeft en slecht gekleed is. Hij die zei: "Dit is mijn lichaam" is dezelfde die zei: "Je zag dat ik hongerig was en je hebt mij geen eten gegeven", en "Wat u de geringste van mijn broeders heeft aangedaan, heeft U ook mij aangedaan" ... Wat heb je eraan als de Eucharistietafel is overladen met gouden kelken, als je broeder is gestorven van de honger? Begin ermee zijn honger te stillen om daarna met wat overblijft het altaar te versieren.

Zijn rechtlijnige uitleg van het Heilige Schrift - in tegenstelling tot de Alexandrijnse tendens naar een allegorische interpretatie van de Bijbel - betekende dat de thema's van zijn preken vooral praktisch waren. Hij legde uit hoe men de Bijbel in het dagelijks leven moest toepassen. Een dergelijke eenvoudige prediking droeg ertoe bij dat Chrysostomus steun onder de gewone bevolking verwierf. Hij richtte een reeks van hospitalen op in Constantinopel om voor de armen te zorgen.

### Patriarch van Constantinopel

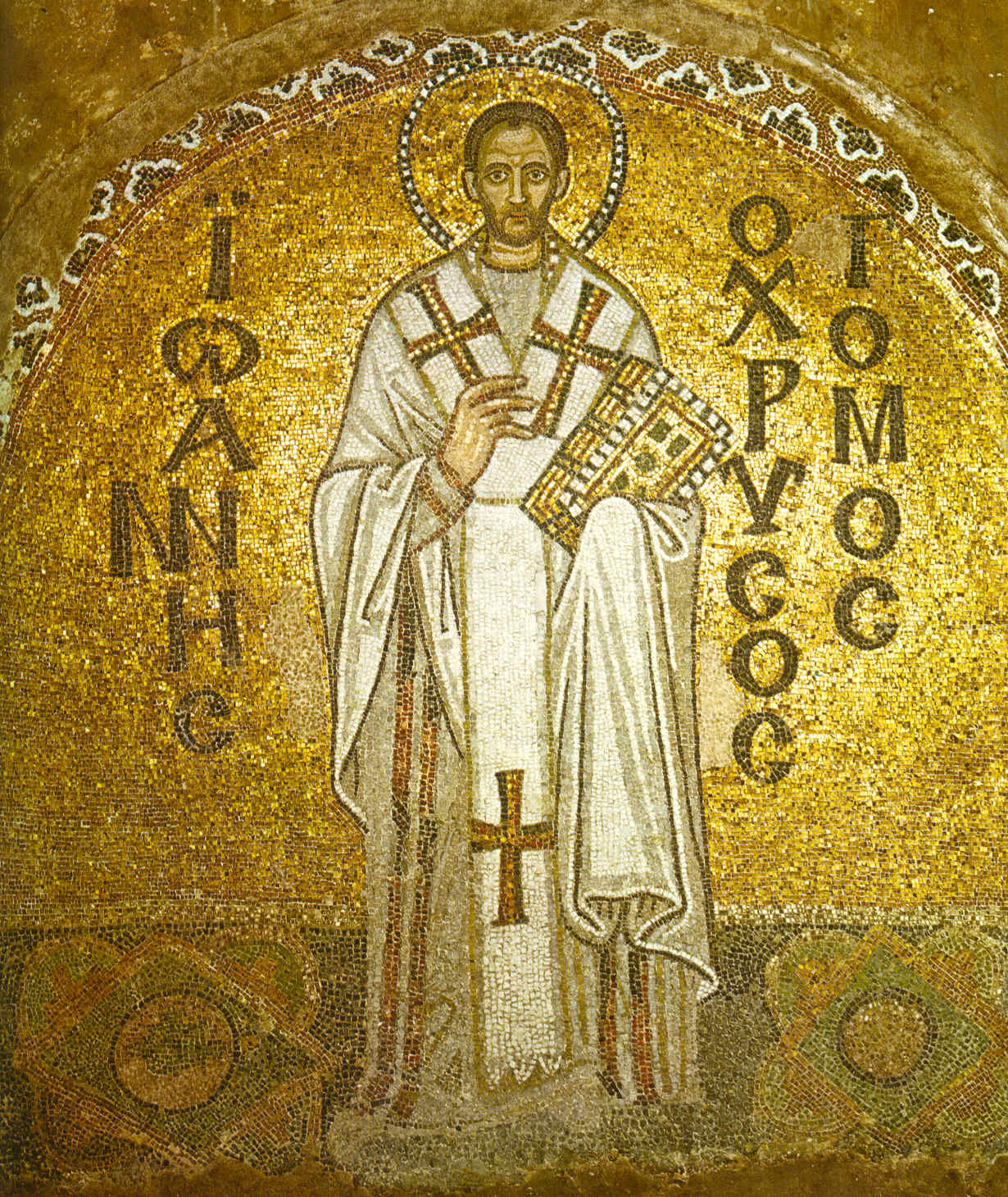
Johannes Chrysostomus in de Hagia Sophia

In 398 werd Johannes Chrysostomus, tegen zijn zin, gevraagd de positie van patriarch van Constantinopel op zich te nemen. Hij betreurde het feit dat het keizerlijk hofprotocol hem nu grotere privileges deed toekomen dan die van de hoogste staatsambtenaren.
Tijdens zijn tijd als aartsbisschop weigerde hij pertinent om als gastheer voor uitbundige sociale bijeenkomsten op te treden. Wel trad hij op als boeteprediker. Dit maakte hem erg populair bij het gewone volk, maar onpopulair bij rijke burgers en de geestelijkheid. Zijn hervormingen van de geestelijkheid vielen bij deze groepen ook niet in goede aarde. Bij een bezoek van verkondigers uit de provincie riep hij hun op terug te keren naar de kerken zoals deze bedoeld waren om te dienen, zonder enige uitbetaling.
Zijn tijd in Constantinopel verliep tumultueuzer dan die in Antiochië. Theophilus, de patriarch van Alexandrië wilde Constantinopel onder zijn heerschappij brengen en verzette zich tegen de benoeming van Johannes Chrysostomus in Constantinopel. Als verklaard tegenstander van de leer van Origenes beschuldigde hij Johannes dat hij te onverschillig stond tegenover deze vermaledijde theoloog.
Theophilus had vier Egyptische monniken (bekend als "de Lange broeders") een disciplinaire straf opgelegd vanwege hun ondersteuning van de leer van Origenes. Zij vluchtten naar Johannes en werden door hem hartelijk verwelkomd. Een andere vijand maakte hij in Aelia Eudoxia, de vrouw van de keizer van het Oost-Romeinse Rijk Arcadius, die zich (misschien wel terecht) persoonlijk aangesproken voelde door Chrysostomus’ veroordelingen van extravagantie in vrouwelijke kleding.
Afhankelijk van hoe men hier tegenaan kijkt was Johannes of tactloos of zonder angst bij zijn veroordelingen van afkeuringswaardig gedrag in hoge kringen. Al snel werd er een alliantie tegen hem gevormd door Aelia Eudoxia, Theophilus van Alexandrië en anderen vijanden. Zij organiseerden in 403 de zogenaamde Synode van de Eik, waar zij Johannes diens verbinding met Origenes verweten. Hij werd onder andere schuldig bevonden aan verraad. Deze synode resulteerde in zijn afzetting en verbanning.

### Verbanning en dood
Onder druk van het kerkvolk kon hij terugkeren, maar slechts voor een korte periode, want in 404 werd hij opnieuw verbannen.
Vanuit zijn verbanningsoord in Armenië in de Kaukasus bleef hij corresponderen met zijn aanhangers en daardoor invloed uitoefenen. Het grootste deel van de brieven die van hem bewaard zijn stammen uit die tijd. Zijn tegenstanders kregen gedaan dat hij nog verder verbannen werd, nu naar Pitiunt (Pitsoenda) in Abchazië in Georgië aan de kust van de Zwarte Zee. Hij stierf op weg naar zijn nieuwe verbanningsoord.

## Werken
Van Johannes Chrysostomus zijn bijzonder veel teksten bewaard: 17 verhandelingen, meer dan 700 authentieke preken, 241 brieven, en talrijke werken over het kloosterleven, het priesterschap en het allerheiligste sacrament. Dit laatste bezorgde hem de titel doctor eucharisticus.

## De Goddelijke Liturgie
Behalve zijn prediking, is de andere blijvende erfenis van Johannes zijn invloed op de christelijke liturgie. Twee van zijn geschriften verdienen een speciale vermelding. Hij harmoniseerde het liturgische leven van de Kerk door een herziening van de gebeden en de rubrieken van de Goddelijke Liturgie en de viering van de heilige eucharistie. De orthodoxe kerken van de Byzantijnse liturgie vieren meestal de Goddelijke Liturgie van Johannes Chrysostomos, samen met de oosters-katholieke kerken van de Byzantijnse ritus, als de normale eucharistische liturgie, hoewel zijn precieze verband met het harmoniseren van de Goddelijke liturgie een kwestie van debat blijft tussen experts. Daarnaast lezen deze kerken zijn catechetische homilie elk jaar met Pasen, het grootste feest van het kerkelijk jaar.

## Nalatenschap
Keizer Theodosius II liet in 438 zijn stoffelijk overschot overbrengen naar Constantinopel.
Hij behoort zowel in het Oosten als het Westen tot de grote kerkvaders.
De Orthodoxe Kerk en de oosters-katholieke kerken eren hem als heilige (feestdagen: 13 november en 27 januari) en hij wordt gezien als een van de Drie Heilige Hiërarchen (feestdag: 30 januari), samen met de heiligen Basilius de Grote en Gregorius van Nazianze. Hij werd in de Rooms-Katholieke Kerk door paus Pius V tot kerkleraar verheven en in 1908 door paus Pius X tot patroon der christelijke predikers. De kerken van de westelijke traditie, met inbegrip van de Rooms-Katholieke Kerk, de Anglicaanse Kerk en de lutheraanse kerken, herdenken hem op 13 september.

### Schooltraditie
Tot in de jaren tachtig vierden in Vlaanderen de leerlingen van de retorica of laatstejaars van de (Grieks)-Latijnse humaniora in het secundair onderwijs hun patroonheilige Johannes Chrysostomus op diens feestdag 27 januari. Immers in dat jaar lag het accent van de leerstof op de welsprekendheid en op de klassieke redenaars zoals Demosthenes, Cicero en Bossuet. Naarmate het aanbod in het secundair onderwijs werd verbreed en de accenten in de leerplannen werden verlegd, verdween ook de term retorica uit het onderwijs. De feesttraditie die eraan was verbonden bleef echter behouden. De laatstejaars van het secundair onderwijs zouden zich inspireren op de wijze waarop de miliciens hun termijn aftelden naar het einde van hun dienstplicht. Zo ontstond geleidelijk het feest van de Honderd Dagen: immers, 27 januari is (ongeveer) honderd dagen verwijderd van het einde van het schooljaar, en dus van het secundair onderwijs.

### Antisemitisme?
Tijdens zijn eerste twee jaar als priester in Antiochië (386-387) klaagde Johannes joden en christenen aan in een reeks van acht preken. Deze waren gericht aan christenen in zijn congregatie die deelnamen aan joodse feestdagen en bepaalde joodse observanties onderhielden. Er is geen consensus over wie het eigenlijke doelwit waren van deze preken: deze zgn. judaïserende christenen of joden in het algemeen. 
De preken waren o.a. bedoeld om te voorkomen dat christenen zouden deelnemen aan joodse gebruiken. Johannes bekritiseerde daarmee de judaïserende christenen die bijvoorbeeld deelnamen aan joodse feesten en andere joodse observanties onderhielden als de sabbat, besnijdenis of pelgrimage naar joodse heilige plaatsen. In Antiochië was er in 361 een heropleving geweest van joods geloof en tolerantie, waardoor Johannes' christelijke publiek regelmatig contact had met joden. Johannes was bezorgd dat bepaalde christenen daardoor hun specifieke geloofsidentiteit in gevaar zouden brengen of zelfs verliezen. 
Johannes beweerde bijvoorbeeld dat op de sabbat en tijdens joodse feesten de synagogen vol met christenen zaten, vooral vrouwen. Die christenen waren volgens hem verzot op de plechtigheid van de joodse liturgie en het geluid van de shofar (ramshoorn) op Rosh Hashanah, en ze applaudisseerden voor populaire predikers zoals toen gebruikelijk was. 
Johannes stond zo hoog in aanzien bij de lokale en bredere christelijke kerk, dat zijn succesvolle preken nogal wat anti-joods sentiment opwekten. In het Grieks heet deze reeks preken Kata Ioudaiōn (Κατὰ Ἰουδαίων), vertaald als Adversus Judaeos in het Latijn en Tegen de joden in het Nederlands. De oorspronkelijke uitgever van deze preken, de Benedictijn Bernard de Montfaucon, geeft als ondertitel erbij: 'Een redevoering tegen de joden; maar uitgesproken tegen zij die judaïseerden en met hen de vasten onderhielden'. Ten tijde van de kerkvaders (patristiek) werd de bestrijding van een bepaalde visie of handelwijze standaard uitgedrukt in de retorische vorm psogos, een geschrift of redevoering met als voornaamste stijlkenmerk een rechtstreekse, compromisloze aanval op de tegenstander, zich daarbij bedienend van belediging, insinuatie, zwartmaking, overdrijving, ridiculisering, etc. Zeker in moderne oren komt deze stijl erg agressief en 'op de man' over; vandaag de dag zouden we dat taalgebruik opruiend noemen. Johannes schreef zijn reeks preken in deze retorische vorm. Het lijkt echter een anachronisme om Johannes' 'anti-joodse' preken naar hedendaagse normen antisemitisch te noemen. Die term strookt niet met de historische en retorische context. Dat neemt niet weg dat Johannes' theologie wel degelijk een vorm van supersessionisme bevat en dat zijn prekenreeks zeker heeft bijgedragen tot de idee dat joden collectief verantwoordelijk zouden zijn voor de dood van Jezus Christus. 